# 犬飼貴丈
犬飼 貴丈（、1994年〈平成6年〉6月13日 - ）は、日本の俳優。徳島県出身。バーニングプロダクション所属。

## 経歴
2012年、第25回『ジュノン・スーパーボーイ・コンテスト』において、応募総数13,816人の中からグランプリを受賞。
2014年6月、昼ドラ『碧の海〜LONG SUMMER〜』（東海テレビ・フジテレビ）で俳優デビュー。
2017年9月、「平成仮面ライダーシリーズ」第19作目『仮面ライダービルド』（テレビ朝日）で主演・桐生戦兎 / 仮面ライダービルド役として初めてテレビドラマ初主演を務めた。同年12月、映画『仮面ライダー平成ジェネレーションズ FINAL ビルド&エグゼイドwithレジェンドライダー』で飯島寛騎とW主演で、映画初主演を務める。
2018年8月、映画『劇場版 仮面ライダービルド Be The One』で映画単独初主演。
2019年10月、バラエティ番組『ダブルベッド』（TBSテレビ）にてMCを初担当した。
2020年8月、映画『ぐらんぶる』にて竜星涼とW主演を務める。同年10月、自身のYouTubeチャンネル「THE 犬飼」を開設。
2021年、大河ドラマ『青天を衝け』（NHK）でNHK大河ドラマ初出演。
2023年4月13日、体調不良のため休養することを発表。体調不良は帯状疱疹によるものであることを明らかにしている。4月21日、金曜レギュラーを務める『ぽかぽか』（フジテレビ）に復帰し、活動再開。

## 人物
- 小6で千葉県から徳島県に転居[14]。徳島県立富岡西高等学校卒業[15]。趣味は音楽鑑賞、漫画、アニメ、DVD鑑賞[1]。
- 高校時代にはロックバンドを3つ掛け持ちしており[16]、始めたきっかけはBUMP OF CHICKEN、ELLEGARDEN、RADWIMPSなどから[17]。もともとの上京理由もプロミュージシャンを目指してだった[18]。特技はギターと110mハードル走[1]。ハードルでは、新人戦において県6位入賞。
- シュートボクシングの経験もあり、『仮面ライダービルド』では変身ポーズに、この構えを取り入れている[2][3]。
- 『ビルド』のオーディションに際して、普通自動二輪車免許を取得した[2][19]。しかし、実際の撮影では安全面への配慮からバイクを牽引しており、犬飼自身が運転する機会はこれからもないという[2]。
- YouTubeではルーティン、無印良品の買い物紹介や、自炊など幅広く投稿している。
- 学生時代から指原莉乃の大ファン。グッズはTシャツや、番組で作った指原のTシャツ、ハンドタオルなど持っていた。指原を「神みたいな存在」と評している[20]。
- 母親がファンレターを送るほど古村比呂のファンであり、『ビルド』で母親役として共演したことは不思議な縁を感じたという[3]。

## 出演

### テレビドラマ
- 碧の海〜LONG SUMMER〜（2014年6月30日 - 8月29日、東海テレビ） - 新垣航太（高校時代） 役
- ペテロの葬列（2014年7月7日 - 9月15日、TBS） - 野本敦弘 役
- 美しき罠〜残花繚乱〜（2015年1月8日 - 3月12日、TBS） - 西田良介 役
- ホテルコンシェルジュ（2015年7月7日 - 9月22日、TBS） - 池上陸 役[21]
- 結婚式の前日に（2015年10月13日 - 12月15日、TBS） - 島崎耕平 役
- ナオミとカナコ（2016年1月14日 - 3月17日、フジテレビ） - 手塚快晴 役
- OUR HOUSE（2016年4月17日 - 6月12日、フジテレビ） - 鏡准一 役[22]
- スーパーサラリーマン左江内氏（2017年1月14日 - 3月18日、日本テレビ） - 佐野サブロー 役
- 仮面ライダーシリーズ（テレビ朝日）
  - 仮面ライダーエグゼイド 第44話（2017年8月20日） - 仮面ライダービルド（声） 役
  - 仮面ライダービルド（2017年9月3日 - 2018年8月26日） - 主演・桐生戦兎 / 仮面ライダービルド[7]、佐藤太郎 役
  - 仮面ライダージオウ 第1話・第2話（2018年9月2日・9日） - 桐生戦兎 / 葛城巧 / 仮面ライダービルド 役（友情出演）[23]
- 獣になれない私たち（2018年10月10日 - 12月12日、日本テレビ） - 上野発 役[24]
- 連続テレビ小説（NHK） 
  - なつぞら 第25回 - 第156回（最終回）（2019年5月6日 - 9月28日） - 山田陽平 役[25]
  - おむすび 第87回 - 第124回（最終回の1つ前）（2025年2月4日 - 3月27日） - 杉沢聡 役[26][27]
- おしい刑事（2019年5月5日 - 26日、NHK BSプレミアム） - 横出徹 役[28][29]
  - やっぱりおしい刑事（2021年3月7日 ‐ 4月25日）[30]
- ランウェイ24（2019年7月7日 - 9月22日、朝日放送テレビ） - 海野大介 役[31]
- 24 JAPAN 第1話 - 第5話（2020年10月9日 - 11月6日、テレビ朝日） - 鮫島剛 役[32]
- オー!マイ・ボス!恋は別冊で（2021年1月12日 - 3月16日、TBS） - 日置健也 役[33]
- 絶対BLになる世界VS絶対BLになりたくない男（CSテレ朝チャンネル1） - 主演・モブ 役
  - シーズン1（2021年3月27日）[34]
  - シーズン2（2022年3月20日）[35]
- 大河ドラマ 青天を衝け 第21回 - 第38回（2021年7月4日 - 12月5日、NHK総合） - 福地源一郎 役[36]
- サレタガワのブルー（2021年7月14日 - 9月1日、毎日放送） - 主演・田川暢 役（堀未央奈とW主演）[37]
- 農家のミカタ（2021年10月23日、テレビ東京） - 主演・進藤優弥 役[38][39]
- ケイ×ヤク -あぶない相棒-（2022年1月13日 - 2022年3月17日 、読売テレビ・日本テレビ） - 英獅郎 役[40]
- 鹿児島発地域ドラマ「この花咲くや」（2022年3月16日、NHK BSプレミアム） - 森薗洋平 役[41]
- しろめし修行僧（2022年4月9日 - 6月25日、テレビ東京） - 佐藤ぶりあん 役[42]
- 新・信長公記〜クラスメイトは戦国武将〜（2022年7月24日 - 9月25日、読売テレビ・日本テレビ） - 上杉謙信 役[43]
- ノンレムの窓 2023・新春 第1話「匿う男」（2023年1月7日、日本テレビ）[44] - 浩二 役
- ワタシってサバサバしてるから（2023年1月9日 - 2月9日、NHK総合） - 山城達也 役[45]
- ひともんちゃくなら喜んで!（2023年1月15日 - 3月19日、朝日放送テレビ） - 主演・佐京紫織 役（矢作穂香とW主演）[46]
- 3年VR組（2023年3月27日、関西テレビ） - 道明寺ハヤト 役[47]
- 僕らの食卓（2023年4月6日 - 6月8日、BS-TBS） - 主演・穂積豊 役（飯島寛騎とW主演）[48][49]
  - 僕らの食卓〜僕らの休日〜（2023年6月15日）
- 夫婦が壊れるとき（2023年4月8日 - 7月1日、日本テレビ） - 峯田康生 役[50]
- なれの果ての僕ら（2023年6月28日 - 9月13日、テレビ東京） - 夢崎みきお 役[51]
- 最高の教師 1年後、私は生徒に■された（2023年7月15日 - 9月23日、日本テレビ） - 林結起哉 役[52]
- この素晴らしき世界 第2話・第5話・第7話・最終話（2023年7月27日・8月17日・31日・9月14日、フジテレビ）- 園田 役[53]
- 最高の生徒〜余命1年のラストダンス〜 第2話 - 最終話（2023年7月29日 - 9月23日、日本テレビ） - 林結起哉 役[54]
- ハイエナ 第1話 - 第3話（2023年10月20日 - 11月3日、テレビ東京） - 三鬼洋平 役[55]
- 95（2024年4月8日 - 6月10日、テレビ東京） - 堺怜王（レオ） 役[56]
- 花咲舞が黙ってない 第3シリーズ 第3話（2024年4月27日、日本テレビ） - 田沼英司 役[57]
- 伝説の頭 翔 第1話（2024年7月19日、テレビ朝日） - 金山大房 役[58]
- 完璧ワイフによる完璧な復讐計画（2024年8月14日 - 10月2日、MBS・TBS） - 主演・雨宮柊斗 役（中村ゆりかとW主演）[59]
- 私の町の千葉くんは。（2024年10月10日 - 12月26日、テレビ東京） - 千葉悠一 役[60]
- 初めましてこんにちは、離婚してください（2024年11月8日 - 12月27日、MBS） - 主演・高嶺正智 役（林芽亜里とW主演）[61]
- PJ 〜航空救難団〜（2025年4月24日 - 6月19日、テレビ朝日） - 東海林勇気 役[62]

### 配信ドラマ
- 仮面ライダービルド 〜ハザードレベルを上げる 7つのベストマッチ〜（2018年2月5日 - 3月12日、東映特撮YouTube Official） - 主演・桐生戦兎 / 仮面ライダービルド 役
- 仮面ライダージオウ 補完計画 2.5話（2018年9月9日、東映特撮ファンクラブ） - 桐生戦兎 役
- フォローされたら終わり（2019年10月27日 - 12月15日、AbemaTV） - 新藤伸信 役[63]
- 賭ケグルイ双（2021年3月26日 - 4月16日、Amazon Prime Video） - 上下凪 役[64][65][66]
- 酒癖50 第3話（2021年7月29日、AbemaTV） - 口山憲治 役[67]
- 金魚妻（2022年2月14日、全8話、Netflix） - 真田颯太 役[68]
- 食パン修行僧（2022年6月1日、ひかりTV） - 主演・佐藤ぶりあん 役[69]
- -50kgのシンデレラ（2022年8月12日、Paravi） - 主演・富士崎宰 役（大原優乃とW主演）[70]
- 新・信長公記 外伝（2022年9月11日 - 9月25日、Hulu） - 上杉謙信 役[71]
- ひともんちゃくなら喜んで!〜ザ・森東編〜（2023年2月25日 - 3月19日、TVer）- 佐京紫織 役
- バツイチ2人は未定な関係〜人生は二択じゃない!～（2023年1月5日、TELASA） - 牧野仁 役[72]
- 君に届け（2023年3月30日、Netflix） - 真田徹 役[73]
- 絶対BLになる世界VS絶対BLになりたくない男 2024（2024年4月23日、Lemino） - 主演・モブ 役[74][75]

### 映画
- 仮面ライダーシリーズ（東映） - 桐生戦兎 / 仮面ライダービルド 役
  - 劇場版 仮面ライダーエグゼイド トゥルー・エンディング（2017年8月5日） - 仮面ライダービルドの声 役
  - 仮面ライダー平成ジェネレーションズ FINAL ビルド&エグゼイドwithレジェンドライダー（2017年12月9日） - 主演（飯島寛騎とW主演）
  - 劇場版 仮面ライダービルド Be The One（2018年8月4日） - 主演[76]
  - 平成仮面ライダー20作記念 仮面ライダー平成ジェネレーションズ FOREVER（2018年12月22日） - 主演（奥野壮とW主演）[77]
- イタズラなKiss THE MOVIE Part3 プロポーズ編（2017年11月25日、ギャガ・プラス） - 中川 役
- GOZEN-純恋の剣-（2019年7月5日、東映） - 主演・青山凛ノ介 役[78]
- 彼女は夢で踊る（2019年7月15日広島先行公開 / 2020年10月23日全国公開、アークエンタテインメント） - 青年時代の木下 役[79][80]
- ぐらんぶる（2020年8月7日、ワーナー・ブラザース映画） - 主演・今村耕平 役（竜星涼とW主演）[10]
- NO CALL NO LIFE（2021年3月5日、アークエンタテインメント） - 佐倉航佑 役
- 赤ずきん、旅の途中で死体と出会う。（2023年9月14日、Netflix） - 門番 役[81][82]
- 劇場版 マーダー★ミステリー 探偵・斑目瑞男の事件簿 鬼灯村伝説 呪いの血（2024年2月16日、アイエス・フィールド） - 六車聡 役[83]
- ブラック・ショーマン（2025年9月12日公開予定、東宝） - 杉下快斗 役[84]

### オリジナルビデオ
- てれびくん超バトルDVD 仮面ライダービルド 誕生！クマテレビ!!VS仮面ライダーグリス（2018年1月） - 主演・桐生戦兎 / 仮面ライダービルド 役
- てれびくん超バトルDVD 仮面ライダープライムローグ（2018年10月） - 桐生戦兎 / 仮面ライダービルド 役
- ビルド NEW WORLD
  - 仮面ライダークローズ（2019年4月） - 桐生戦兎 役[85]
  - 仮面ライダーグリス（2019年11月） - 桐生戦兎 / 仮面ライダービルド 役[86]

### 舞台
- 朗読劇 全員、片想い（2015年10月30日、銀座みゆき館劇場）
- 朗読劇 ラヴ・レターズ（2018年11月15日、サンシャイン劇場）
- 七転抜刀!戸塚宿（2020年1月10日 - 2月26日、シアターコクーン 他）[87]
- サウナーマン ザ・ステージ 〜汗か涙なら問題ない〜（2020年9月4日 - 6日、niconico配信公演） - イチイ 役

### テレビ・バラエティ番組等
- 日曜もアメトーーク!「仮面ライダー芸人」（2017年11月26日、テレビ朝日） - 桐生戦兎 / 仮面ライダービルド 役
- ダブルベッド（2019年10月24日 - 2020年3月26日、TBS）[9]
- ポップUP!（2022年4月6日 - 12月21日、フジテレビ） - 水曜レギュラー[88]
- ぽかぽか（2023年1月13日 - 、フジテレビ） - 金曜レギュラー[89]

### 朗読番組
- おやすみ王子「林檎」（2023年10月21日、NHK総合）[90]

### ラジオドラマ
- FMシアター「私は、スーパーキューピッド」（2020年11月7日、NHK-FM） - 内田湊人 役

### CM
- 大塚製薬「オロナミンC」（2018年）
- ライオンズマンション ショートムービー「スマイルタウン平野町」（2017年、WebCM）[91] - セイゴ 役

### ゲーム
- 仮面ライダーシリーズ - 仮面ライダービルド 役
  - 仮面ライダー ブットバソウル（2017年、アーケード）[92]
  - 仮面ライダーバトル ガンバライジング（2017年、アーケード）
    - 仮面ライダーバトル ガンバレジェンズ（2023年、アーケード）

  - 仮面ライダー シティウォーズ（2017年、iOS・Android）[93]
  - 仮面ライダー クライマックスファイターズ（2017年12月7日、PS4）[94]
    - 仮面ライダー クライマックススクランブル ジオウ（2018年11月29日、Nintendo Switch）

### 玩具
- 仮面ライダービルド DXジーニアスフルボトル（2018年6月） - 桐生戦兎 役
- 仮面ライダービルド DXクローズビルド缶（2018年12月） - 桐生戦兎 役

## 書籍

### 写真集
- きせき（2018年12月14日、主婦と生活社）ISBN 978-4-3911-5265-4
- 蕩れ（2023年4月21日、主婦と生活社）[95]ISBN 978-4-3911-5914-1